# Юрово (Житомирская область)
Ю́рово (укр. Юрове) — село на Украине, основано в 1796 году, находится в Олевском районе Житомирской области.
Код КОАТУУ — 1824488001. Население по переписи 2001 года составляет 721 человек. Почтовый индекс — 11014. Телефонный код — 4135. Занимает площадь 1,78 км².

## Адрес местного совета
11014, Житомирская область, Олевский р-н, с.Юрово, ул.Ленина, 65